# American Cryptogram Association
L'American Cryptogram Association (nota anche come ACA) è un'organizzazione statunitense senza fini di lucro dedicata all'hobby della crittografia, in particolare ai "messaggi" cifrati (noti come crittogrammi) che possono esseri risolti sia con carta e matita (e gomma per cancellare), sia usando il computer, ma non soltanto mediante l'utilizzo di un computer. I crittogrammi da risolvere proposti contengono di solito brevi citazioni, motti di spirito e simili. La maggioranza dei membri è americana, ma appartengono all'ACA persone che risiedono in altri 25 paesi, inclusa l'Italia.

## Storia
L'ACA fu fondata il 1º settembre 1929.  All'inizio l'interesse primario era rivolto alla soluzione di crittogrammi compilati utilizzando sostituzioni mono-alfabetiche (nelle quali una lettera dell'alfabeto rappresenta solo un'altra lettera dell'alfabeto), ma il numero di cifrature differenti utilizzate è dell'ordine di grandezza della sessantina.

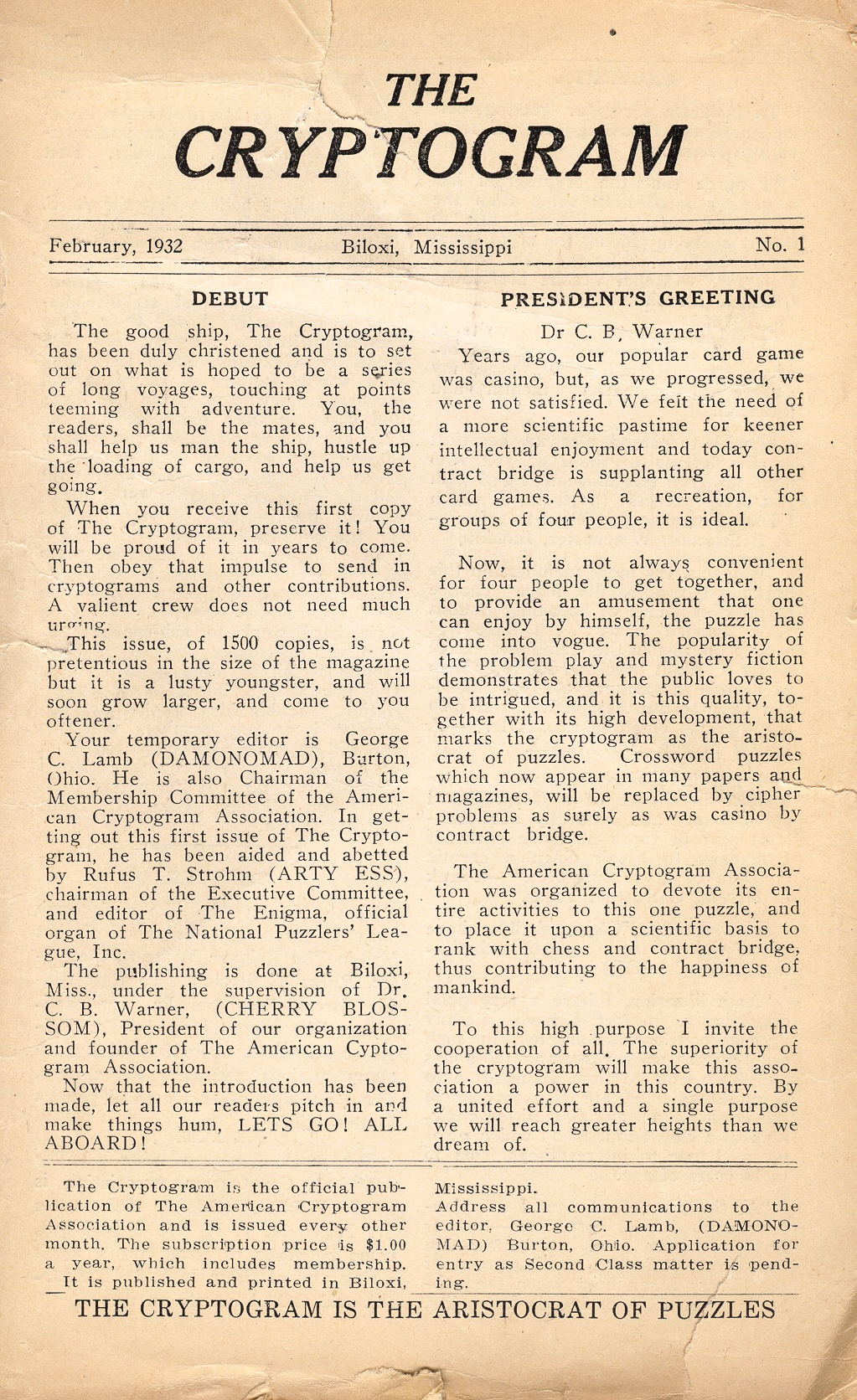
La copertina del primo numero del Cryptogram (Febbraio 1932)

## Pubblicazioni e attività
L'associazione possiede un archivio di libri e articoli sulla crittografia e argomenti connessi, presso il Dipartimento Collezioni Speciali e Archivi, Servizi di Biblioteca e Media, alla Kent State University (Ohio, USA).
Un convegno annuale ha luogo in agosto, normalmente in una città degli Stati Uniti o del Canada.
Nel 2003 la riunione è stata tenuta in settembre a Bletchley Park in UK, luogo in cui durante la seconda guerra mondiale è stato svolto un importante lavoro crittografico.
L'ACA pubblica un giornalino bimestrale chiamato The Cryptogram, il cui primo numero è uscito nel febbraio 1932; consta di 32 pagine, contiene articoli di interesse crittografico e un centinaio di crittogrammi da decifrare. Tra le pubblicazioni destinate ai membri, è notevole Novice Notes, che raccoglie una serie di articoli apparsi su The Cryptogram, i quali spiegano come affrontare la decifrazione dei differenti sistemi di cifratura.

## Terminologia
Poiché alcuni dei suoi membri appartenevano a un'organizzazione simile, la National Puzzlers' League, una parte della terminologia NPL è stata adottata dall'ACA. Altri termini sono stati coniati strada facendo.
Possiamo ricordare:
- l'uso di nomi di penna detti NOM dal francese nom de plume per la corrispondenza fra i membri.
- KREWE (una variazione della parola "ciurma") designa l'insieme degli iscritti.
- CON per "construction" (costruzione) indica un crittogramma proposto per la soluzione. Questi crittogrammi sono preparati dagli stessi iscritti all'ACA.
- SOL per "solution" (soluzione) indica la soluzione (il testo decrittato) di un crittogramma. I membri solutori dei crittogrammi possono mandare prova delle loro soluzioni alla Redazione e vengono inseriti nelle statistiche dei Solutori.

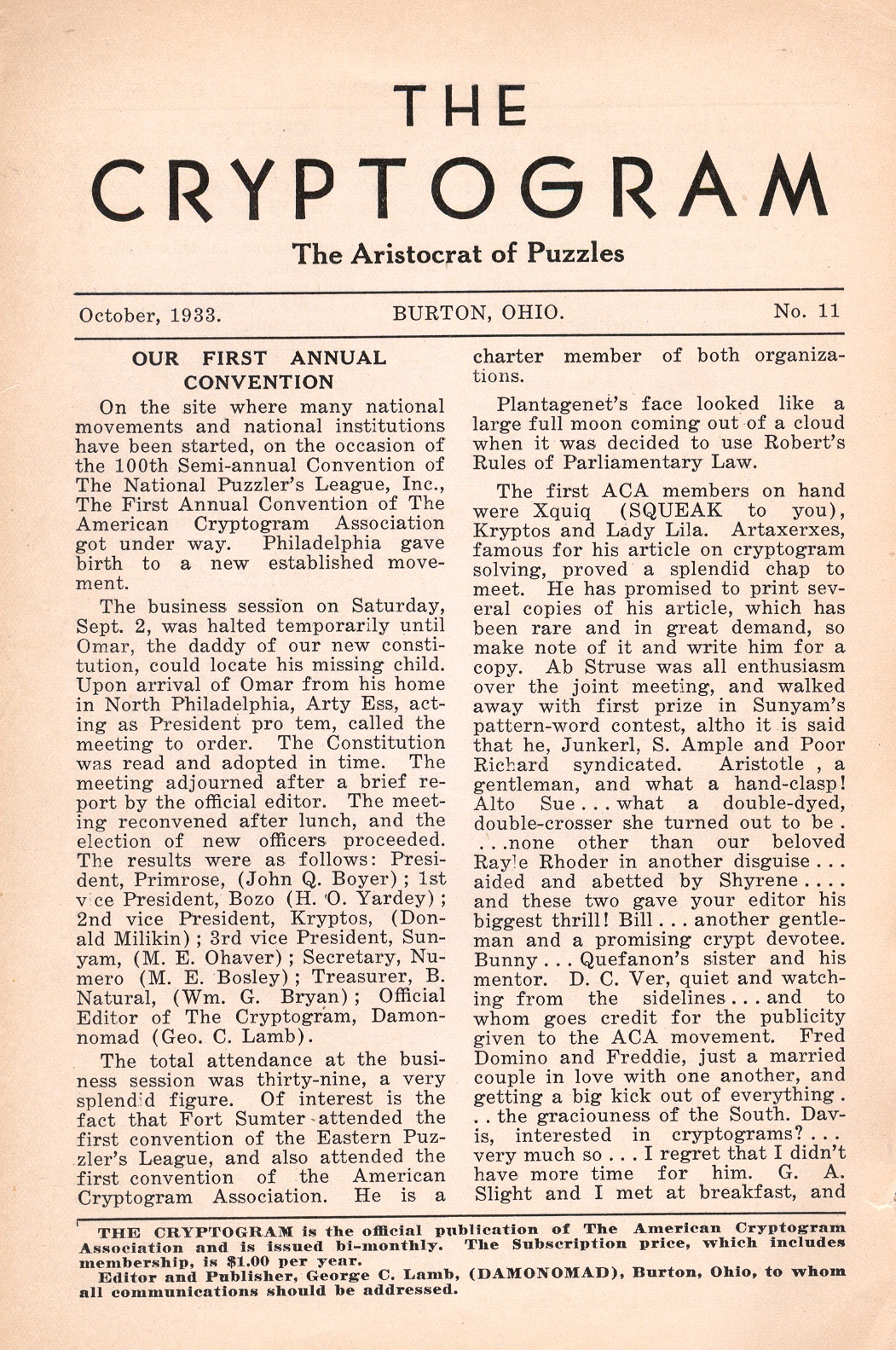
Copertina del The Cryptogram (Ottobre 1933) che dà il resoconto del primo convegno con l'elezione di Herbert O. Yardley come primo vice Presidente dell'ACA. Il suo cognome compare erroneamente come Yardey.

## The Cryptogram
Il giornalino The Cryptogram è diviso in varie rubriche, ciascuna preparata da un membro nella sua residenza e raccolte per la pubblicazione da un redattore. Ciascuna rubrica contiene un tipo di crittogramma, e sono inoltre presenti articoli tecnici, statistiche dei solutori, recensioni di libri di crittografia. Citiamo alcune rubriche.
- Aristocrats - Contiene crittogrammi in cui ogni lettera è sostituita da un'altra lettera, ma è nota la divisione in parole. Sono simili a L'aneddoto cifrato nella Settimana Enigmistica, ma usando lettere al posto dei numeri. La soluzione di questi crittogrammi piuttosto brevi è basata su un "aiutino" posto nel titolo.
- Patristocrats - Sono crittogrammi in cui ogni lettera è sostituita da un'altra lettera, ma non è nota la divisione in parole. Il crittogramma è presentato in gruppi di 5 lettere. La soluzione è basata sostanzialmente sull'analisi delle frequenze delle lettere.
- Xenocrypts - Crittogrammi il cui testo originale è scritto in una lingua diversa dall'inglese. Questa rubrica è alimentata da molti soci europei ed è stata gestita per anni da DENDAI, un insegnante di lingue classiche che era stato impiegato come criptanalista durante la guerra col Giappone.
- Cipher Exchange - Crittogrammi cifrati in maniere varie (una sessantina di possibili cifrature diverse). Fra le cifre presenti in questa rubrica possiamo ricordare la Trasposizione, la Sostituzione polialfabetica in tutte le sue varianti, la Quagmire, le Griglie, la famosa Playfair e l'altrettanto famosa cifra Bifida, la cui soluzione fu prospettata per la prima volta dal nostro Luigi Sacco. Dal sito ufficiale dell'ACA è possibile scaricare in formato PDF il libretto The ACA and You che descrive le cifrature di cui sopra.
- Analyst Corner - (L'angolo dell'analista) - Sono crittogrammi di particolare difficoltà pubblicati spesso senza neppure l'indicazione del tipo di cifra con la quale sono stati compilati.
- Cryptarithms - si tratta di operazioni aritmetiche, nelle quali ogni cifra è sostituite da un carattere alfabetico.  Per risolvere un Cryptarithm occorre determinare quale cifra è rappresentata da ogni singola lettera. Le operazioni possono essere in basi che variano fra 8 e 16, anche se la maggior parte è in base 10. Simile al Calcolo... enigmatico nella Settimana Enigmistica ed al gioco per Android CryptoCalc.

## Membri celebri
- Herbert O. Yardley, che ebbe per "NOM" BOZO, crittologo statunitense, autore di The American Black Chamber, primo vice Presidente ACA nel 1933.
- Helen Fouché Gaines, che ebbe per "NOM" PICCOLA e che scrisse (anche raccogliendo contributi di altri) il libro Elementary Cryptanalysis, noto anche come "ELCY", una pubblicazione di introduzione alla crittoanalisi.
- Rosario Candela, che ebbe per "NOM" ISKANDER, architetto statunitense (1890-1953), membro ACA dal giugno 1934.
- David Shulman (AB STRUSE), (1912-2004). Membro della National Puzzlers' League e dell'ACA fin dalla fondazione, durante la Seconda Guerra Mondiale ha servito come crittanalista in Alaska.
- David Kahn (Kahn D)
- James Gillogly (SCRYER)